# Stéphane Fleury
Stéphane Fleury (3 de noviembre de 1944) es un jinete y regatista francés.
Ganó una medalla de oro en el Campeonato Europeo de 470 de 1974. Además, obtuvo tres en el Campeonato Mundial de Raid, en los años 1994 y 1996, y tres medallas en el Campeonato Europeo de Raid entre los años 1995 y 1999.

## Palmarés internacional
| Campeonato Europeo | Campeonato Europeo | Campeonato Europeo | Campeonato Europeo |
| Año                | Lugar              | Medalla            | Clase              |
| ------------------ | ------------------ | ------------------ | ------------------ |
| 1974               | El Masnou (España) | Medalla de oro     | 470                |

| Campeonato Mundial | Campeonato Mundial          | Campeonato Mundial | Campeonato Mundial |
| Año                | Lugar                       | Medalla            | Categoría          |
| ------------------ | --------------------------- | ------------------ | ------------------ |
| 1994               | La Haya (Países Bajos)      | Medalla de oro     | Por equipos        |
| 1994               | La Haya (Países Bajos)      | Medalla de bronce  | Individual         |
| 1996               | Fort Riley (Estados Unidos) | Medalla de plata   | Por equipos        |
| Campeonato Europeo |                             |                    |                    |
| Año                | Lugar                       | Medalla            | Categoría          |
| 1995               | Morlaix (Francia)           | Medalla de plata   | Por equipos        |
| 1997               | Pratoni del Vivaro (Italia) | Medalla de plata   | Individual         |
| 1999               | Elvas (Portugal)            | Medalla de plata   | Individual         |